# Petrovčić
Petrovčić (izvirno srbsko Петровчић) je naselje v Srbiji, ki upravno spada pod Mestno občino Zemun; slednja pa je del Mesta Beograd.

## Demografija
V naselju živi 1096 polnoletnih prebivalcev, pri čemer je njihova povprečna starost 36,8 let (36,1 pri moških in 37,5 pri ženskah). Naselje ima 415 gospodinjstev, pri čemer je povprečno število članov na gospodinjstvo 3,39.
To naselje je, glede na rezultate popisa iz leta 2002, večinoma srbsko.
|  |

| Demografija | Demografija     | Demografija     |
| Leto        | Št. prebivalcev | Št. prebivalcev |
| ----------- | --------------- | --------------- |
|             |                 |                 |
|             |                 |                 |
|             |                 |                 |
|             |                 |                 |
| 1948        | 751             |                 |
| 1953        | 811             |                 |
| 1961        | 846             |                 |
| 1971        | 890             |                 |
| 1981        | 956             |                 |
| 1991        | 1117            | 1087            |
| 2002        | 1407            | 1406            |
|             |                 |                 |

| Etnična sestava po popisu iz leta 2002 | Etnična sestava po popisu iz leta 2002 | Etnična sestava po popisu iz leta 2002 | Etnična sestava po popisu iz leta 2002 | Etnična sestava po popisu iz leta 2002 |
| -------------------------------------- | -------------------------------------- | -------------------------------------- | -------------------------------------- | -------------------------------------- |
| Srbi                                   | Srbi                                   |                                        | 1.261                                  | 89,68%                                 |
| Romi                                   | Romi                                   |                                        | 73                                     | 5,19%                                  |
| Črnogorci                              | Črnogorci                              |                                        | 17                                     | 1,20%                                  |
| Goranci                                | Goranci                                |                                        | 17                                     | 1,20%                                  |
| Albanci                                | Albanci                                |                                        | 3                                      | 0,21%                                  |
| Jugoslovani                            | Jugoslovani                            |                                        | 3                                      | 0,21%                                  |
| Hrvati                                 | Hrvati                                 |                                        | 2                                      | 0,14%                                  |
| Slovaki                                | Slovaki                                |                                        | 2                                      | 0,14%                                  |
| Nemci                                  | Nemci                                  |                                        | 1                                      | 0,07%                                  |
| Muslimani                              | Muslimani                              |                                        | 1                                      | 0,07%                                  |
| Makedonci                              | Makedonci                              |                                        | 1                                      | 0,07%                                  |
| Bošnjaki                               | Bošnjaki                               |                                        | 1                                      | 0,07%                                  |
| Neznano                                | Neznano                                |                                        | 5                                      | 0,35%                                  |